# Башкортостан (авіакомпанія)
ТОВ «Авіакомпанія „Башкортостан“» — колишня авіакомпанія, що базувалася в місті Уфа, Башкортостан, Росія. Спеціалізувалася на аерофотозніманню. У компанії працював 101 робітник (березень 2007).
АФТН: УВУУББТЬ

## Історія

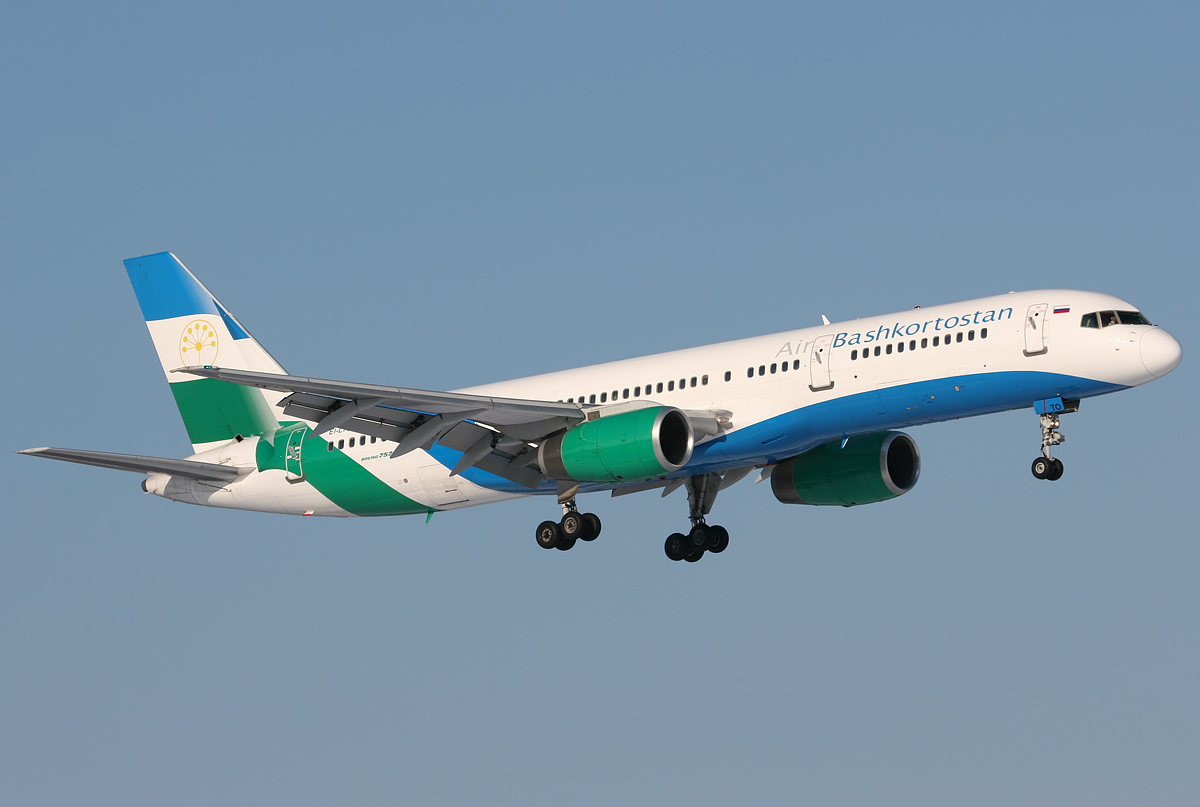
Боїнг 757-200

Авіакомпанія розпочала свою діяльність 10 квітня 2006 року.
21 червня 2011 року в Міжнародному аеропорту «Ульяновск-Східний» здійснив посадку Diamond DA42 MNG.
У серпні 2011 року уряд Республіки Башкортостан виставив претензії авіакомпанії щодо використання назви «Республіка», мотивуючи це тим, що авіакомпанія не є солідним підприємством, чим підриває імідж республіки. Керівництво авіакомпанії відмовився розглядати можливість зміни назви, так як впевнене, що його використання не є порушенням чинного законодавства.
У січні 2012 року авіакомпанія була визнана найнепунктуальнішим перевізником, затримавши 21% рейсів (71 із 227).
Протягом декількох місяців 2012 року затримувала виплату зарплати співробітникам. Сума боргу досягла 27 млн 749 тисяч рублів. Директор авіакомпанії був оштрафований.
Порушено кримінальну справу за фактом невиплати працівникам Авіакомпанії заробітної плати. На початок травня 2013 року зберігається заборгованість за лютий, березень і квітень. Уфимська транспортна прокуратура ініціювала призупинення дії сертифіката компанії.
Приволзьке МТУ ВТ Росавіації у відповідності з Федеральними авіаційними правилами «Вимоги до проведення обов'язкової сертифікації фізичних осіб, юридичних осіб виконують авіаційні роботи» 15 серпня 2013 року видала сертифікат експлуатанта на виконання авіаційних робіт (повітряні зйомки) СЕ №АР 10-11-14, дійсний до 11 серпня 2014 року.
З 1 жовтня 2013 року авіакомпанія припинила здійснення пасажирських перевезень. 3 літака Boeing 757-200 були переведені у флот материнської авіакомпанії ВІМ-Авіа.
10 січня 2014 року Росавіація анулювала сертифікат експлуатанта на здійснення комерційних повітряних перевезень № 490, виданий 24 травня 2006 року.

## Власники
- VIM Airlines (74 %)
- Уряд Республіки Башкортостан (26 %)

## Авіапарк
Повітряний флот авіакомпанії «Башкортостан» включав в себе 1 літак (на осінь 2013):